# NGC 5845
NGC 5845 ist eine Elliptische Galaxie vom Hubble-Typ E im Sternbild Jungfrau, die schätzungsweise 75 Millionen Lichtjahre von der Milchstraße entfernt ist.
Im selben Himmelsareal befinden sich u. a. die Galaxien NGC 5839, NGC 5841, NGC 5846, NGC 5850.
Das Objekt wurde am 24. Februar 1786 von dem Astronomen William Herschel mithilfe seines 18,7 Zoll-Spiegelteleskops  entdeckt und später von Johan Dreyer in seinen New General Catalogue aufgenommen.

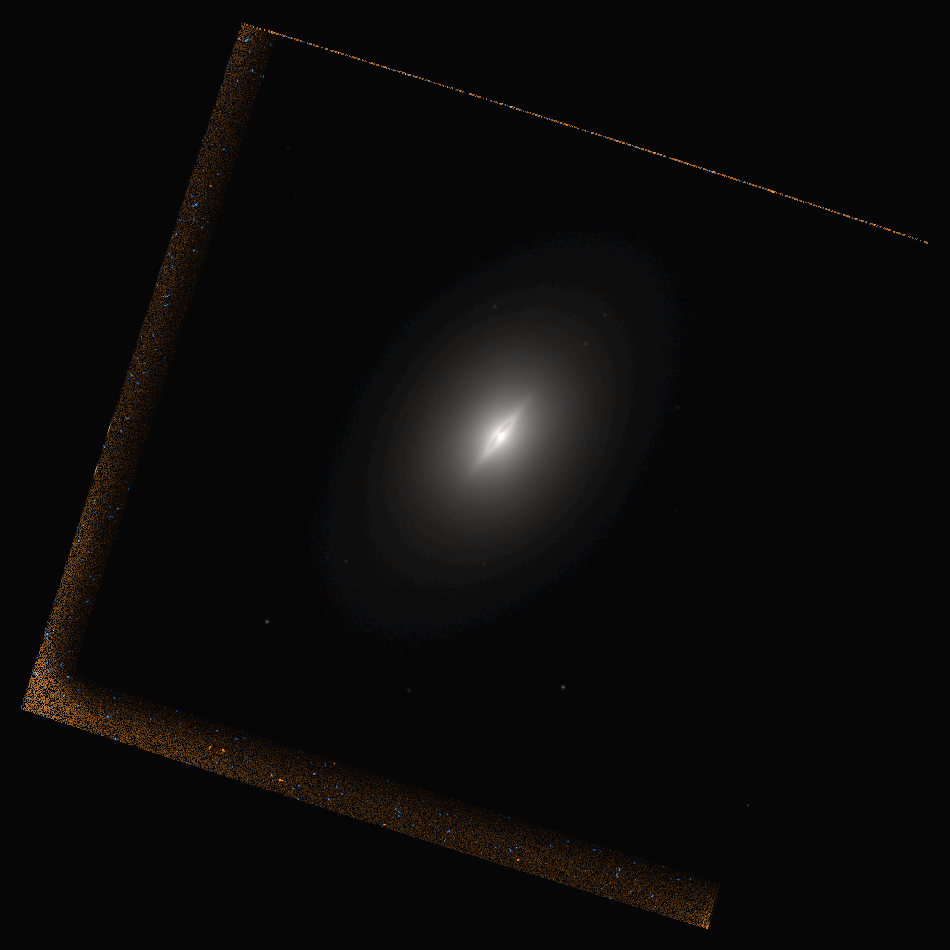
Hochaufgelöste Aufnahme des Zentrums von NGC 5845 mithilfe des Hubble-Weltraumteleskops